# Suzuki World Rally Team
El Suzuki World Rally Team va ser una escuderia que participà en el Campionat Mundial de Ral·lis del 2008, encara que va disputar puntualment dues proves al 2007 per preparar el seu cotxe, el Suzuki SX4 WRC, debutant al Tour de Còrsega de 2007 amb Nicolas Bernardi i disputant el Ral·li de la Gran Bretanya amb Sebastian Lindholm. Formava Part de Suzuki Sport.
La temporada 2008 la va portar a terme de forma completa amb els pilots Toni Gardemeister i Per-Gunnar Andersson, obtenint com a millors resultats dos cinquenes posicions amb Andersson al Japó i a la Gran Bretanya.. L'equip acabaria cinquè al campionat de constructors, amb Andersson dotzè i Gardemeister tretzè al campionat de pilots.
Al final de la temporada de 2008 Suzuki va anunciar la seva retirada del campionat, a conseqüència de la crisi financera que afectà a la companyia.

## Pilots
- Toni Gardemeister
- Per-Gunnar Andersson